# Semerville
Semerville is een plaats en voormalige gemeente in het Franse departement Loir-et-Cher in de regio Centre-Val de Loire en telt 96 inwoners (2009). De plaats maakt deel uit van het arrondissement Blois.

## Geschiedenis
Semerville maakte tot 22 maart 2015 deel uit van het kanton Ouzouer-le-Marché en was een van de 10 gemeenten die werd opgenomen in het op die dag gevormde kanton La Beauce. Met zes daarvan, La Colombe, Membrolles, Ouzouer-le-Marché, Prénouvellon, Tripleville en Verdes, fuseerde de gemeente op 1 januari 2016 tot de commune nouvelle Beauce la Romaine.

## Geografie
De oppervlakte van Semerville bedraagt 10,1 km², de bevolkingsdichtheid is dus 9,5 inwoners per km².
De onderstaande kaart toont de ligging van Semerville met de belangrijkste infrastructuur en aangrenzende gemeenten.

## Demografie
Onderstaande figuur toont het verloop van het inwonertal (bron: INSEE-tellingen).